# كليف تيسون
كليف تيسون (بالإنجليزية: Cliff Tyson)‏ هو لاعب كرة قدم أسترالية أسترالي، ولد في 18 سبتمبر 1909 في Coolgardie, Western Australia ‏ في أستراليا، وتوفي في 14 يناير 1991 في Yarra Junction, Victoria ‏ في أستراليا.

## وصلات خارجية
- كليف تيسون على موقع AustralianFootball.com (الإنجليزية)
- كليف تيسون على موقع AFLtables.com (الإنجليزية)